# Martin Fay
Pour les articles homonymes, voir Fay.
Martin Fay (né en 1936 à Dublin et mort le 14 novembre 2012), est un violoniste traditionnel irlandais ainsi qu'un joueur d'os, instrument de percussion idiophone. Membre fondateur de The Chieftains en 1962, il quitte le groupe en 2001, limitant ensuite sa participation aux prestations se déroulant en Irlande.

## Biographie
Martin Fay décide d'apprendre à jouer du violon après avoir vu un film sur Paganini. Il s'inscrit à l'école municipale de musique de Dublin, où il est bientôt lauréat, mais il semble être plus attiré par la musique traditionnelle que par la musique classique.
À la fin des années 1950, il rencontre Paddy Moloney avec lequel il se lie d'amitié et avec qui il partage son goût pour la musique irlandaise. À cette époque, Martin Fay fait partie à mi-temps de l'orchestre de l'Abbey Theatre, jusqu'à ce qu'il rencontre Seán Ó Riada, qui l'invite à rejoindre son groupe, Ceoltóirí Chualann, où il retrouve Paddy Moloney.
Cette participation au groupe folk Ceoltóirí Chualann, et les progrès qu'il y accomplit, débouchent en 1962 sur la création de The Chieftains, dont Martin Fay est l'un des cinq membres fondateurs. Il quitte le groupe et ses tournées en 2001, préférant limiter ses participations aux concerts des Chieftains en Irlande.
Martin Fay est connu au sein du groupe pour son interprétation des ballades, dont son talent lui permet d'exprimer toute l'émotion et la sérénité.
Il est le seul membre des Chieftains à n'avoir jamais enregistré d'album solo.

## Discographie
Seán Ó Ríada et Ceoltóirí Chualann
- The Playboy of the Western World - 1961 ;
- Reacaireacht an Riadaigh - 1963/2001 ;
- Music of the Nobles - 1970/2001 ;
- Ding Dong - 1967/2002 ;
- Ó Ríada sa Gaiety le Seán Ó - 1970/1988 ;
- Ó Ríada - 1971/1996.
- Playboy of the Western World, 1963 (video) ;
- Battle of Aughrim - texte de Richard Murphy et musique de Seán Ó Ríada et Ceoltóirí Chualann - 1968 ;

Autres participations
- Carolan's Receipt, volume 1 - 1975 ;
- Legends of Ireland - 1998 ;
- Further Down the Old Plank Road - 2003.
- les albums de The Chieftains depuis Wide World Over.